# Stenodermatinae
Sous-famille
Les Stenodermatinae sont une sous-famille de chauves-souris.

## Liste desgenres
- Ametrida Gray, 1847
- Ardops Miller, 1906
- Ariteus Gray, 1838
- Artibeus Leach, 1821
- Centurio Gray, 1842
- Chiroderma Peters, 1860
- Ectophylla H. Allen, 1892
- Mesophylla Thomas, 1901
- Phyllops Peters, 1865
- Platyrrhinus Saussure, 1860
- Pygoderma Peters, 1863
- Sphaeronycteris Peters, 1882
- Stenoderma E. Geoffroy, 1818
- Sturnira Gray, 1842
- Uroderma Peters, 1866
- Vampyressa Thomas, 1900
- Vampyrodes Thomas, 1900